# 南三陸シーサイドパレス
南三陸シーサイドパレス（みなみさんりくシーサイドパレス）は、かつて宮城県本吉郡本吉町（現在の気仙沼市本吉町中島）の旧小泉村域にあったレジャー施設である。

## 概要
1972年（昭和47年）、旧小泉村の三陸海岸沿いに、東京の株式会社東北建設（代表は同村出身者）が3階建てのホテルを備えた遊園地としてオープンした。遊園地のアトラクションは、ボウリング場、メリーゴーランド、ゴーカート、観覧車、スカイジェット、コーヒーカップなどがあった。
1975年（昭和50年）11月に和光建設（東京都）に買収された後、1977年（昭和52年）12月11日には津谷川を挟んで向かい側に気仙沼線・陸前小泉駅が開業してアクセスの改善があったものの、消防法の改正により改修費用が膨大になることがわかり、それを機会に1987年（昭和62年）に閉鎖された。
閉鎖後に遊園地の遊具類は撤去されたが、ホテルの建物は残っていた。また、近くの小泉海水浴場はサーフスポットとして県内及び近郊のサーファーが訪れていた。
2011年（平成23年）3月11日に発生した東北地方太平洋沖地震（東日本大震災）の際には地盤沈下および20m級の大津波の直撃を受け、周囲の松林と小泉海水浴場は消滅し、建物が新たな海岸線から太平洋（小泉湾）にせり出した形となった。しかし倒壊の危険性が高いことから2015年（平成27年）5月19日に建物の解体決定が報じられ、同年6月下旬に取り壊された。